# Форма води
«Форма води» (англ. «The Shape of Water») — американський драматичний фільм, який зняв Гільєрмо дель Торо. Світова прем'єра стрічки відбулась 19 вересня 2017 року на Венеційському кінофестивалі, де вона отримала «Золотого лева» як найкращий фільм.

## Сюжет
1962 рік, епоха «холодної війни», Америка. У таємній урядовій лабораторії працює самотня Елайза. Її життя круто змінюється, коли вона разом з іншою співробітницею Зельдою дізнається про секретний експеримент…

## У ролях
| Актор           | Роль            |
| --------------- | --------------- |
| Саллі Хокінс    | Елайза Еспосіто |
| Майкл Шеннон    | Стрікленд       |
| Річард Дженкінс | Джайлз          |
| Даг Джонс       | монстр          |
| Майкл Сталберг  | Хоффстетлер     |
| Октавія Спенсер | Зельда          |
| Нік Сірсі       | генерал Хойт    |
| Девід Г'юлетт   | Флемінг         |
| Найджел Беннетт | Міхалков        |
| Лоурен Лі Сміт  | Елейн           |

### Український дубляж
| Роль                | Актор                |
| ------------------- | -------------------- |
| Джайлз              | Андрій Альохін       |
| Зельда              | Олена Узлюк          |
| Стрікленд           | Михайло Жонін        |
| Генерал Хойт        | Олександр Ігнатуша   |
| Брюстер             | Кирило Нікітенко     |
| Бернард             | Олесь Гімбаржевський |
| Хоффстетлер         | Олег Лепенець        |
| Пан Арзуманян       | Євген Малуха         |
| Флемінг             | Дмитро Вікулов       |
| Продавець кадилаків | Михайло Войчук       |
| Росіянин            | Євген Сінчуков       |
| Елейн               | Катерина Буцька      |
| Йоланда             | Наталя Ярошенко      |
| Саллі               | Олена Бліннікова     |
| Міхалков            | Валерій Легін        |
| Пиріженко           | Павло Скороходько    |

- Студія дубляжу: «Постмодерн»
- Перекладач: Дмитро Рассказов
- Режисер дубляжу: Павло Скороходько[6]

## Створення фільму

### Виробництво
Зйомки фільму почались 15 серпня 2016 і проходили в Торонто, Канада.

### Знімальна група
- Кінорежисер — Гільєрмо дель Торо
- Сценаристи — Гільєрмо дель Торо, Ванесса Тейлор
- Кінопродюсери — Дж. Майлз Дейл, Гільєрмо дель Торо
- Кінооператор — Дан Лаустсен
- Композитор — Александр Деспла
- Кіномонтаж — Сідні Волінські
- Художник-постановник — Пол Д. Остерберрі
- Артдиректор — Найджел Черчер
- Художник по костюмах — Луїз Секейра
- Підбір акторів — Робін Д. Кук[8].

## Нагороди та номінації
| Список нагород та номінацій            | Список нагород та номінацій | Список нагород та номінацій            | Список нагород та номінацій                          | Список нагород та номінацій | Список нагород та номінацій |
| Кінофестиваль/Кінопремія               | Рік                         | Категорія                              | Номінант(и)                                          | Результат                   | Дж                          |
| -------------------------------------- | --------------------------- | -------------------------------------- | ---------------------------------------------------- | --------------------------- | --------------------------- |
| Венеційський міжнародний кінофестиваль | 2017                        | Золотий лев                            | Форма води                                           | Перемога                    |                             |
| Премія «Золотий глобус»                | 7.01.2018                   | Найкращий фільм (драма)                | Форма води                                           | Номінація                   | [ 10 ] [ 11 ] [ 12 ]        |
| Премія «Золотий глобус»                | 7.01.2018                   | Найкращий режисер                      | Гільєрмо дель Торо                                   | Перемога                    | [ 10 ] [ 11 ] [ 12 ]        |
| Премія «Золотий глобус»                | 7.01.2018                   | Найкраща жіноча роль (драма)           | Саллі Хокінс                                         | Номінація                   | [ 10 ] [ 11 ] [ 12 ]        |
| Премія «Золотий глобус»                | 7.01.2018                   | Найкраща чоловіча роль другого плану   | Річард Дженкінс                                      | Номінація                   | [ 10 ] [ 11 ] [ 12 ]        |
| Премія «Золотий глобус»                | 7.01.2018                   | Найкраща жіноча роль другого плану     | Октавія Спенсер                                      | Номінація                   | [ 10 ] [ 11 ] [ 12 ]        |
| Премія «Золотий глобус»                | 7.01.2018                   | Найкращий сценарій                     | Гільєрмо дель Торо, Ванесса Тейлор                   | Номінація                   | [ 10 ] [ 11 ] [ 12 ]        |
| Премія «Золотий глобус»                | 7.01.2018                   | Найкраща музика до фільму              | Александр Деспла                                     | Перемога                    | [ 10 ] [ 11 ] [ 12 ]        |
| Кінопремія «Вибір критиків»            | 11.01.2018                  | Найкращий фільм року                   | Форма води                                           | Перемога                    | [ 13 ]                      |
| Кінопремія «Вибір критиків»            | 11.01.2018                  | Найкращий режисер                      | Гільєрмо дель Торо                                   | Перемога                    | [ 13 ]                      |
| Премія гільдії кінорежисерів США       | 2018                        | Найкращий режисер                      | Гільєрмо дель Торо                                   | Перемога                    | [ 14 ]                      |
| Премія BAFTA                           | 18.02.2018                  | Найкращий фільм                        | Форма води                                           | Номінація                   | [ 15 ] [ 16 ]               |
| Премія BAFTA                           | 18.02.2018                  | Найкращий режисер                      | Гільєрмо дель Торо                                   | Перемога                    | [ 15 ] [ 16 ]               |
| Премія BAFTA                           | 18.02.2018                  | Найкраща жіноча роль                   | Саллі Хокінс                                         | Номінація                   | [ 15 ] [ 16 ]               |
| Премія BAFTA                           | 18.02.2018                  | Найкраща жіноча роль другого плану     | Октавія Спенсер                                      | Номінація                   | [ 15 ] [ 16 ]               |
| Премія BAFTA                           | 18.02.2018                  | Найкращий оригінальний сценарій        | Гільермо дель Торо, Ванесса Тейлор                   | Номінація                   | [ 15 ] [ 16 ]               |
| Премія BAFTA                           | 18.02.2018                  | Найкращий оператор                     | Ден Лаустсен                                         | Номінація                   | [ 15 ] [ 16 ]               |
| Премія BAFTA                           | 18.02.2018                  | Найкраща музика до фільму              | Александр Деспла                                     | Перемога                    | [ 15 ] [ 16 ]               |
| Премія BAFTA                           | 18.02.2018                  | Найкращий звук                         | Крістіан Кук, Глен Готьє, Нейтан Робіталь, Бред Зерн | Номінація                   | [ 15 ] [ 16 ]               |
| Премія BAFTA                           | 18.02.2018                  | Найкраща робота художника-постановника | Пол Остенберрі, Джефф Мелвін, Шейн Вайо              | Перемога                    | [ 15 ] [ 16 ]               |
| Премія BAFTA                           | 18.02.2018                  | Найкращі візуальні ефекти              | Денніс Берарді, Трей Гаррелл, Кевін Скотт            | Номінація                   | [ 15 ] [ 16 ]               |
| Премія BAFTA                           | 18.02.2018                  | Найкращий дизайн костюмів              | Луїс Секейра                                         | Номінація                   | [ 15 ] [ 16 ]               |
| Премія BAFTA                           | 18.02.2018                  | Найкращий монтаж                       | Сідні Волінські                                      | Номінація                   | [ 15 ] [ 16 ]               |
| Премія «Оскар»                         | 4.03.2018                   | Найкращий фільм року                   | Форма води                                           | Перемога                    |                             |
| Премія «Оскар»                         | 4.03.2018                   | Найкраща режисерська робота            | Гільермо дель Торо                                   | Перемога                    |                             |
| Премія «Оскар»                         | 4.03.2018                   | Найкраща жіноча роль                   | Саллі Гокінс                                         | Номінація                   |                             |
| Премія «Оскар»                         | 4.03.2018                   | Найкраща чоловіча роль другого плану   | Річард Дженкінс                                      | Номінація                   |                             |
| Премія «Оскар»                         | 4.03.2018                   | Найкраща жіночу роль другого плану     | Октавія Спенсер                                      | Номінація                   |                             |
| Премія «Оскар»                         | 4.03.2018                   | Найкращий оригінальний сценарій        | Гільєрмо дель Торо та Ванесса Тейлор                 | Номінація                   |                             |
| Премія «Оскар»                         | 4.03.2018                   | Найкраща музика                        | Александр Деспла                                     | Перемога                    |                             |
| Премія «Оскар»                         | 4.03.2018                   | Найкращий монтаж                       | Сідні Волінскі                                       | Номінація                   |                             |
| Премія «Оскар»                         | 4.03.2018                   | Найкраща операторська робота           | Дан Лаустсен                                         | Номінація                   |                             |
| Премія «Оскар»                         | 4.03.2018                   | Найкраща робота художника-постановника | Пол Д. Остерберрі, Шейн Віє та Джефф Мелвін          | Перемога                    |                             |
| Премія «Оскар»                         | 4.03.2018                   | Найкращий дизайн костюмів              | Луїс Секейра                                         | Номінація                   |                             |
| Премія «Оскар»                         | 4.03.2018                   | Найкращий звуковий монтаж              | Натан Робітейл та Нельсон Феррейра                   | Номінація                   |                             |